# Frans Persson
Frans Holger Persson, född 6 december 1891 i Ystad, död 7 januari 1976 i Stockholm, var en svensk gymnast. Han blev olympisk guldmedaljör 1920.
Persson blev olympisk mästare i gymnastik vid OS 1920 i Antwerpen. Han var en del av det svenska laget som vann lagtävlingen i gymnastikens svenska system före Danmark.  Det var tre lag från tre nationer med totalt 73 gymnaster som deltog i tävlingen. Sverige vann med 1363 833 poäng före Danmark med 1324 833 och med Belgien på tredje och sista plats med 1094 000 poäng. 